# Testament Salomos
Das Testament Salomos (abgekürzt mit TestSal oder TSal) ist eine christlich-gnostische apokryphe, pseudoepigraphische Schrift, die auf das 4. Jahrhundert datiert wird.
Inhalt der auf Griechisch verfassten Schrift ist der salomonische Tempelbau. Sie beginnt mit der Übergabe eines Siegelringes von Gott an Salomo, mit dem dieser jeden Dämon kontrollieren kann. Salomo befiehlt eine Reihe von Dämonen zu sich, befragt sie über ihre Eigenschaften und bestimmt die meisten von ihnen zur Mithilfe beim Bau des Tempels. Dabei dient der Tempelbau jedoch in erster Linie als Rahmenhandlung; die Beleuchtung der Dämonen steht im Mittelpunkt, es handelt sich demnach um eine dämonologische Schrift.
Sind viele andere Apokryphen lediglich dem Namen nach Testamente, lässt sich die literarische Form beim Testament Salomos durchaus erkennen. Von der älteren Forschung wurde das Testament Salomos als Text mit jüdischem, vorchristlichen Ursprung angesehen, der durch frühchristliche Autoren überarbeitet wurde. Der Kommentar zur 2006 erschienenen deutschen Übersetzung legt jedoch nahe, dass der Inhalt vollständig aus dem 4. Jahrhundert stammt.